# Джулиан Саймънс
Джулиан Саймънс (на английски: Julian Symons) е английски поет и писател на произведения в жанра криминален роман, съвременен и исторически трилър, лирика, биография и литературна критика.

## Биография и творчество
Джулиан Гюстав Саймънс е роден на 30 май 1912 г. в Лондон, Англия, в семейството на Морис Саймънс, аукционер от руско-полски еврейски имигрантски произход, и Мини Бул. Има по-голям брат. Заради затрудненото финансово състояние на семейството напуска училище на 14 години, след като посещава „училище за изостанали деца“ поради тежкото си заекване. Впоследствие се самообразова и работи като машинописец и чиновник в инженерна фирма.
През 1937 г. основава малкото списание за поезия Twentieth Century Verse, като го редактира две години, и в което представя на читателите много млади английски поети. Първата му книга, стихосбирката Confusions About X (Обърквания относно X), е издадена през 1939 г. Въпреки нежеланието му, е мобилизиран през Втората световна война и служи в Кралския бронетанков корпус в периода 1942 – 1944 г., когато е инвалидизиран поради нараняване на ръката, което не е свързано с битка.
След демобилизирането си работи като рекламен копирайтър. През 1947 г. напуска работата си и се посвещава предимно на писателската си кариера. В периода 1946 – 1956 г. пише седмичната колона „Животът, хората – и книгите“ за „Манчестър Ивнинг Нюз“, а през 50-те години на XX век е редовен сътрудник на левия седмичник „Трибюн“ като негов литературен редактор.
Първият му роман The Immaterial Murder Case (Дело за нематериано убийство) от поредицата „Инспектор Бланд“ е издаден през 1945 г. В историята инспектор Бланд от Скотланд Ярд разследва убийство в група приятели нематериалисти, които са известни в модерните части на Лондон.
Документалната му книга „Кърваво убийство: от детективската история до криминалния роман“ от 1972 г. разглежда разграничението между класическата криминална загадка, свързана с писатели като Агата Кристи и Джон Диксън Кар, и по-модерния „криминален роман“, който поставя акцент върху психологията и мотивация. Също така продължава да пише поезия, нехудожествена литература (военна история и други), биографии (на Томас Карлайл и Едгар Алън По), рецензии и есета.
Джулиан Саймънс е автор на над тридесет криминални романа и сборници с разкази в периода 1945 – 1994 г. Пише и много разкази, които са публикувани в списанието Mystery Magazine на Елъри Куин. Произведенията му съчетават елементи както от детективската история, така и от криминалния роман, като клонят към последния, с акцент върху характера и психологията. Те се фокусират върху обикновени хора, които са въвлечени в убийствена верига от събития, а заплетените сюжети често са подправени с черен хумор. Много от творбите му са екранизирани във филми и телевизионни сериали.
По време на кариерата си той печели две награди „Едгар“ от Асоциацията на писателите на криминални романи на Америка, а през 1982 г. получава наградата „Велик майстор“ от нея – чест, предоставена само на трима други английски писатели преди него: Греъм Грийн, Ерик Амблър и Дафни дю Морие. През 1990 г. получава наградата „Диамантена кама на Картие“ от Асоциацията на писателите на криминални произведения на Великобритания за „изключително творчество в областта на англоезичната криминалната литература“.
Той е член основател на Асоциацията на криминалните писатели, като от 1958 г. е председател неин председател. Също е член на литературното общество „Детективски клуб“, като в периода 1976 – 1985 г. е негов президент.
Джулиан Саймънс умира от инфаркт на 19 ноември 1994 г. в Уолмър, Кент.

## Произведения

### Самостоятелни романи
- The 31st of February (1950) – шведска награда за най-добър криминален роман, преведен на шведски (1971)[1][3]
- The Broken Penny (1953)
- The Paper Chase (1956) – издаден и като Bogue's Fortune
- The Colour of Murder (1957) – награда „Златен кинжал“[2]
- The Progress of a Crime (1960) – награда „Едгар“
- A Reasonable Doubt (1960)
- The Killing of Francie Lake (1962) – издаден и като The Plain Man
- The End of Solomon Grundy (1964)
- The Belting Inheritance (1965)
- Death's Darkest Face (1966)
- Buller's Campaign (1974)
- The Blackheath Poisonings (1978)
- The Name of Annabel Lee (1983)
- The Criminal Comedy of the Contented Couple (1985) – издаден и като A Criminal Comedy
- The General Strike (1987)
- Something Like a Love Affair (1992)
Нещо като любовна история, изд. „Дамян Яков“ София (1994), прев. Лъчезар Живин
- Playing Happy Families (1994)
- A Sort of Virtue (1996)

### Поредица „Инспектор Бланд“ (Insp. Bland)
1. The Immaterial Murder Case (1945)[1][2][3]
2. A Man Called Jones (1947)
3. Bland Beginning (1949)

### Поредица „Инспектор Крамбо“ (Insp. Crambo)
1. The Narrowing Circle (1954)[1][2][3]
Кръгът се стеснява, изд. „Водолей“ (1994), прев. Иванка Савова
2. The Gigantic Shadow (1958) – издаден и като The Pipe Dream

### Поредица „Франсис Куорлс“ (Francis Quarles)
1. Murder! Murder! (1961)[1][2][3]
2. Francis Quarles Investigates (1965)
3. The Detections of Francis Quarles (2006)

### Поредица „Джоан Кан-Харпър“ (Joan Kahn-Harper)
1. The Man Who Killed Himself (1967)[1][2][3]
2. The Man Who Lost His Wife (1967)
3. The Man Whose Dreams Came True (1968)
4. The Players and the Game (1972)
5. The Plot Against Roger Rider (1973)
6. Sweet Adelaide (1980)
7. The Detling Murders (1982) – издаден и като The Detling Secret
8. The Man Who Hated Television (1987) – издаден и като Did Sherlock Holmes Meet Hercule?

### Поредица „Шеридан Хейнс“ (Sheridan Haynes)
1. A Three Pipe Problem (1975)[1][2][3]
2. The Kentish Manor Murders (1988)

### Участие в общи серии с други писатели

#### Поредица „Убийство по Коледа“ (Murder at Christmas)
2. Murder On Christmas Eve (2017) – разкази
от поредицата има още 3 сборника с разкази от Марджъри Алингам, Лорънс Блок, Марджъри Боуен, Джон Диксън Кар, Г. К. Честъртън, Майкъл Инес, Вал Макдърмид, Елис Питърс и Иън Ранкин

### Сборници
- The Tigers of Subtopia (1965)[1][3]
Любовно приключение, изд.: „Георги Бакалов“, Варна (1983), изд. „Зодиак-ВН“ (1991), прев. Ани Друмева, Жени Божилова и др.
- How to Trap a Crook (1977)[3]
- Somebody Else (1990)

### Разкази
- Eight Minutes to Kill (1957)[1][3]
- The Santa Claus Club (1960)
- A Theme for Hyacinth (1967)

### Поезия
- Confusions About X (1939)
- The Second Man (1943)

### Текст на заглавието
- Bloody Murder: From the Detective Story to the Crime Novel (1972) – специална награда „Едгар“[1]
- The Tell-tale Heart: The Life and Works of Edgar Allen Poe (1981)
- Critical Observations (1981)
- The Thirties (2004)

### Екранизации
- 1953 Counterspy – по разказа Criss Cross Code
- 1956 The Narrowing Circle
- 1963 The Alfred Hitchcock Hour – тв сериал, 1 епизод
- 1963 Suspense – тв сериал, 1 епизод
- 1963 – 1964 ITV Play of the Week – тв сериал, 2 епизода
- 1965 Armchair Mystery Theatre – тв сериал, 1 епизод
- 1965 ITV Sunday Night Drama – тв сериал, 1 епизод
- 1966 Miranda en de speelgoedman – тв филм
- 1968 ITV Playhouse – тв сериал, 1 епизод
- 1968 Detektiv Quarles – тв минисериал, 6 епизода
- 1969 Arthur? Arthur! – по The Man who Killed Himself
- 1973 Die Kriminalerzählung – тв сериал, 4 епизода
- 1974 Dial M for Murder – тв сериал, 1 епизод
- 1980 – 1984 Tales of the Unexpected – тв сериал, 2 епизода
- 1992 The Blackheath Poisonings – тв минисериал, 3 епизода
- 1993 Die Spur führt ins Verderben – тв филм